# 松任谷由実選集五七五
松任谷由実選集五七五（まつとうやゆみせんしゅうごしちご）は、フジテレビ系列・めざましテレビの番組内で、1998年10月5日から2001年9月28日まで放送されたコーナー。放送時間は月曜〜金曜の7:50頃（JST）から約3分で、視聴者より寄せられた五七五（川柳）を松任谷由実が披講していた。松任谷由実がテレビにレギュラー出演したのは、このコーナーが初めてだった。監修は黛まどかが務めた。

## 概要
毎週、題目を一つ設け、月曜〜木曜は視聴者からはがき・ファックス・番組公式サイトの投稿フォームにて寄せられた句の中から松任谷由実が選んだ3句を、松任谷由実自身が詠んで紹介。コーナーのエンディングでは、雲の流れを早送りしたヒーリング映像とともに松任谷由実の楽曲の1フレーズが放送された。（ちなみに、初回と最終回の楽曲は共に『Hello,my friend』だった） 金曜には松任谷由実が番組出演し、その週に放送された句をいくつか取り上げてエピソードを語り、最後に今週の優秀作品を1句、発表した。金曜のエンディングは松任谷由実の楽曲『彼から手をひいて』が毎週放送されていたが、2000年4月7日からは、その週に放送した楽曲の中から1曲が放送された。投稿者は20〜30代の女性が多く、特に「クリスマス」「バレンタイン」などの題目には1000通以上の応募があった。また、インターネットによる投稿が全作品の4分の1から3分の1を占めていたという。投稿は年々増加し、コーナーの終了までに寄せられた作品は103,386句を数える。

## キャスト・スタッフ
- 披講・出演 - 松任谷由実* 監修 - 黛まどか
- チーフプロデューサー - 鈴木克明（フジテレビ）
- プロデュース - 大竹誠（雲母社）・宮下康仁（エムファーム）
- 演出 - 内田保憲（エムファーム）

## 放送された題目と募集された題目

### 1998年の放送
| 放送日             | 題目           | 募集題目                                                   |
| 10月5日〜10月9日   | 電話           | 写真、演技（芝居）、旅行（ドライブ）、休日                 |
| 10月12日〜10月16日 | ケンカ         | テレビ、遊園地、時（時計・時間）、アイドル                 |
| 10月19日〜10月23日 | 手紙           | カラオケ、嘘、ゴール                                       |
| 10月26日〜10月30日 | 通勤（学）電車 | ダイエット、化粧、月（星）                                 |
| 11月2日〜11月6日   | 旅（ドライブ） | ストレス、約束、プレゼント                                 |
| 11月9日〜11月13日  | 時間           | 料理、鏡、勝負                                             |
| 11月16日〜11月20日 | 写真           | イヴ（前日・前夜・前夜祭）                                 |
| 11月23日〜11月27日 | 遊園地         | クリスマス（ケーキ、キャンドル 他）                        |
| 11月30日〜12月4日  | 嘘             | お正月、大人（オトナ、成人 他）、カレンダー（暦、月日 他） |
| 12月7日〜12月11日  | カラオケ       | お正月、大人（オトナ、成人 他）、カレンダー（暦、月日 他） |
| 12月7日〜12月11日  | カラオケ       | 節約、コンビニ、運（運命、運勢）                           |
| 12月14日〜12月18日 | イブ（前日）   |                                                            |
| 12月14日〜12月18日 | イブ（前日）   | 笑う、癖、賭け（ギャンブル）                               |
| 12月21日〜12月25日 | クリスマス     |                                                            |
| 12月21日〜12月25日 | クリスマス     | アウトドア、距離、鬼                                       |

### 1999年の放送
| 放送日             | 題目             | 募集題目                                 |
| 1月4日〜1月8日     | お正月           | カン（勘、第六感）、ブランド、予約       |
| 1月11日〜1月15日   | オトナ           | カン（勘、第六感）、ブランド、予約       |
| 1月11日〜1月15日   | オトナ           | “怒る”、バレンタイン、手                 |
| 1月18日〜1月22日   | 化粧             |                                          |
| 1月18日〜1月22日   | 化粧             | 試験、美容、涙（泣く）                   |
| 1月25日〜1月29日   | 料理             |                                          |
| 1月25日〜1月29日   | 料理             | 酒（宴）、目、ペット                     |
| 2月1日〜2月5日     | 月・星           |                                          |
| 2月1日〜2月5日     | 月・星           | 春、桜（花見）、卒業                     |
| 2月8日〜2月12日    | バレンタインデー |                                          |
| 2月8日〜2月12日    | バレンタインデー | キャンセル、自慢、お金                   |
| 2月15日〜2月19日   | 笑う             |                                          |
| 2月15日〜2月19日   | 笑う             | 引越、出発、野望                         |
| 2月22日〜2月26日   | 試験             |                                          |
| 2月22日〜2月26日   | 試験             | 新、プライド、睡眠                       |
| 3月1日〜3月5日     | 運               |                                          |
| 3月1日〜3月5日     | 運               | 勧誘、温める、危機一髪                   |
| 3月8日〜3月12日    | 卒業             |                                          |
| 3月8日〜3月12日    | 卒業             | 誕生、朝、数字                           |
| 3月15日〜3月19日   | 距離             |                                          |
| 3月15日〜3月19日   | 距離             | 奇跡、風、誘惑                           |
| 3月22日〜3月26日   | 春               |                                          |
| 3月22日〜3月26日   | 春               | 誤解、音、甘い                           |
| 3月29日〜4月2日    | 出発（たびだち） |                                          |
| 3月29日〜4月2日    | 出発（たびだち） | 嫉妬（ジェラシー）、赤、セレモニー       |
| 4月5日〜4月9日     | ダイエット       |                                          |
| 4月5日〜4月9日     | ダイエット       | ブーム、罠（わな）、コピー（似）         |
| 4月12日〜4月16日   | 酒               |                                          |
| 4月12日〜4月16日   | 酒               | 匂い（香）、オフ、一発逆転               |
| 4月18日〜4月23日   | ブランド         |                                          |
| 4月18日〜4月23日   | ブランド         | 待つ、粋、意地                           |
| 4月26日〜4月30日   | カン（勘、感）   |                                          |
| 4月26日〜4月30日   | カン（勘、感）   | 限定、水、得意技                         |
| 5月3日〜5月7日     | 引越し           |                                          |
| 5月3日〜5月7日     | 引越し           | くり返す（再）、裏、見栄                 |
| 5月10日〜5月14日   | ストレス         |                                          |
| 5月10日〜5月14日   | ストレス         | 雨、変わる（変化・変り目）、声           |
| 5月17日〜5月21日   | 睡眠             |                                          |
| 5月17日〜5月21日   | 睡眠             | 順番、ガマン、土壇場                     |
| 5月24日〜5月28日   | 手               |                                          |
| 5月24日〜5月28日   | 手               | 海、迷う、青                             |
| 5月31日〜6月4日    | 危機一髪         |                                          |
| 5月31日〜6月4日    | 危機一髪         | 上、焦る、暇                             |
| 6月7日〜6月11日    | プライド         |                                          |
| 6月7日〜6月11日    | プライド         | 外、ゲーム、心                           |
| 6月14日〜6月18日   | キャンセル       |                                          |
| 6月14日〜6月18日   | キャンセル       | 背、影、夜                               |
| 6月21日〜6月25日   | 雨               |                                          |
| 6月21日〜6月25日   | 雨               | 遊ぶ、カミナリ（雷）、祭                 |
| 6月28日〜7月2日    | 数字             |                                          |
| 6月28日〜7月2日    | 数字             | 逆、アリバイ、暑い（HOT、ホット）        |
| 7月5日〜7月9日     | 待つ             |                                          |
| 7月5日〜7月9日     | 待つ             | 夏、腹、嵐                               |
| 7月12日〜7月16日   | 匂い             |                                          |
| 7月12日〜7月16日   | 匂い             | 服（ファッション）、慣れ（る）、欲（望） |
| 7月19日〜7月23日   | 外               |                                          |
| 7月19日〜7月23日   | 外               | 明、花・草、告白                         |
| 7月26日〜7月30日   | 海               |                                          |
| 7月26日〜7月30日   | 海               | 飽きる、空、晩                           |
| 8月2日〜8月6日     | 夏               |                                          |
| 8月2日〜8月6日     | 夏               | 酔う、仲、残る（す）                     |
| 7月26日〜7月30日   | 祭り             |                                          |
| 7月26日〜7月30日   | 祭り             | 楽園（パラダイス）、前・後、息           |
| 8月2日〜8月6日     | 勝負             |                                          |
| 8月2日〜8月6日     | 勝負             | 学ぶ、本物（ホンモノ）、分ける           |
| 8月23日〜8月27日   | オフ             |                                          |
| 8月23日〜8月27日   | オフ             | 髪、NO（否）、秋                         |
| 8月30日〜9月3日    | 暑い             |                                          |
| 8月30日〜9月3日    | 暑い             | 力（パワー）、さめる、東西南北           |
| 9月6日〜9月10日    | ワザ             |                                          |
| 9月6日〜9月10日    | ワザ             | 抜く、携帯、暮らす                       |
| 9月13日〜9月17日   | カミナリ         |                                          |
| 9月13日〜9月17日   | カミナリ         | 駅、点、スペシャル（特別・格別）         |
| 9月20日〜9月24日   | 嫉妬・ジェラシー |                                          |
| 9月20日〜9月24日   | 嫉妬・ジェラシー | 味、生（ナマ・なま）、長い               |
| 9月27日〜10月1日   | 秋               |                                          |
| 9月27日〜10月1日   | 秋               | 乗る、大きさ（大・中・小）、化ける       |
| 10月4日〜10月8日   | 背               |                                          |
| 10月4日〜10月8日   | 背               | 街、紙、世代                             |
| 10月11日〜10月15日 | 水               |                                          |
| 10月11日〜10月15日 | 水               | 決める、定番（ありがち）、飛ぶ           |
| 10月18日〜10月22日 | 告白             |                                          |
| 10月18日〜10月22日 | 告白             | 長い、忘れる、ホーム                     |
| 10月25日〜10月29日 | 髪               |                                          |
| 10月25日〜10月29日 | 髪               | 忙しい、師、会う（出逢う）               |
| 11月1日〜11月5日   | 怒る             |                                          |
| 11月1日〜11月5日   | 怒る             | 飾る、年（歳）、走る                     |
| 11月8日〜11月12日  | 音               |                                          |
| 11月8日〜11月12日  | 音               | クリスマス、高い、白（ホワイト）         |
| 11月15日〜11月19日 | 見栄             |                                          |
| 11月15日〜11月19日 | 見栄             | 腕、送る、答える                         |
| 11月22日〜11月26日 | 変わる           |                                          |
| 11月22日〜11月26日 | 変わる           | 抱く、次、スキ（隙）                     |
| 11月29日〜12月3日  | 晩               |                                          |
| 11月29日〜12月3日  | 晩               | 新しい、追う、お正月                     |
| 12月6日〜12月10日  | 世代             |                                          |
| 12月6日〜12月10日  | 世代             | 旅行、拾う、帰る                         |
| 12月13日〜12月17日 | 飾る             |                                          |
| 12月13日〜12月17日 | 飾る             | 受け継ぐ、神秘、伝える（伝わる）         |
| 12月20日〜12月24日 | クリスマス       |                                          |
| 12月20日〜12月24日 | クリスマス       | KISS、道、打ち明ける                     |

### 2000年の放送
| 放送日             | 題目           | 募集題目                           |
| 1月10日〜1月14日   | 新             | KISS、道、打ち明ける               |
| 1月10日〜1月14日   | 新             | 誘う、秘める、仕掛ける             |
| 1月17日〜1月21日   | 白             |                                    |
| 1月17日〜1月21日   | 白             | 続く、濃い、平凡                   |
| 1月24日〜1月28日   | 旅             |                                    |
| 1月24日〜1月28日   | 旅             | 継ぐ、丸（円）、包む               |
| 1月31日〜2月4日    | 神秘           |                                    |
| 1月31日〜2月4日    | 神秘           | ドライブ、ミス（誤り）、離れる     |
| 2月7日〜2月11日    | 打ち明ける     |                                    |
| 2月7日〜2月11日    | 打ち明ける     | 卒業、いたずら、乾杯               |
| 2月14日〜2月18日   | KISS           |                                    |
| 2月14日〜2月18日   | KISS           | 名前、春、せつない                 |
| 2月21日〜2月25日   | 長い           |                                    |
| 2月21日〜2月25日   | 長い           | 始める、あたたかい、光る           |
| 2月28日〜3月3日    | 紙             |                                    |
| 2月28日〜3月3日    | 紙             | 風、出逢い、美                     |
| 3月6日〜3月10日    | 誘惑           |                                    |
| 3月6日〜3月10日    | 誘惑           | 流す、高い、計算違い               |
| 3月13日〜3月17日   | 卒業           |                                    |
| 3月13日〜3月17日   | 卒業           | 運ぶ、祝う、街                     |
| 3月20日〜3月24日   | 離れる         |                                    |
| 3月20日〜3月24日   | 離れる         | ときめく、箱、緊張                 |
| 3月27日〜3月31日   | 春             |                                    |
| 3月27日〜3月31日   | 春             | 仕掛ける、早い、休み               |
| 4月3日〜4月7日     | 乾杯           |                                    |
| 4月3日〜4月7日     | 乾杯           | 義理、洗う、遠距離                 |
| 4月10日〜4月14日   | 始める         |                                    |
| 4月10日〜4月14日   | 始める         | 揺れる、リゾート、雨               |
| 4月17日〜4月21日   | 風             |                                    |
| 4月17日〜4月21日   | 風             | アウトドア、ありがとう、ケンカ     |
| 4月24日〜4月28日   | あたたかい     |                                    |
| 4月24日〜4月28日   | あたたかい     | 汗、バカンス、踊る                 |
| 5月1日〜5月5日     | せつない       |                                    |
| 5月1日〜5月5日     | せつない       | 聞く、シングル、恥ずかしい         |
| 5月8日〜5月12日    | 高い           |                                    |
| 5月8日〜5月12日    | 高い           | かわく、バージョンアップ、キッチン |
| 5月15日〜5月18日   | 街             |                                    |
| 5月15日〜5月18日   | 街             | チェックする、かつぐ、開く         |
| 5月22日〜5月26日   | 包む           |                                    |
| 5月22日〜5月26日   | 包む           | 海、並ぶ、干渉                     |
| 5月29日〜6月2日    | 丸             |                                    |
| 5月29日〜6月2日    | 丸             | つなぐ、足（脚）、夏               |
| 6月5日〜6月9日     | 名前           |                                    |
| 6月5日〜6月9日     | 名前           | リフレッシュ、ドライ、食べる       |
| 6月12日〜6月16日   | 雨             |                                    |
| 6月12日〜6月16日   | 雨             | 広がる、うるさい、時間             |
| 6月19日〜6月23日   | キッチン       |                                    |
| 6月19日〜6月23日   | キッチン       | タフ（頑強）、広い、鳴る           |
| 6月26日〜6月30日   | かわく         |                                    |
| 6月26日〜6月30日   | かわく         | 真似（まね）、カード（札）、都会   |
| 7月3日〜7月7日     | ケンカ         |                                    |
| 7月3日〜7月7日     | ケンカ         | 涼しい、レッスン、駆け引き         |
| 7月10日〜7月14日   | 平凡           |                                    |
| 7月10日〜7月14日   | 平凡           | 法則、刻む、怪しい                 |
| 7月16日〜7月21日   | リフレッシュ   |                                    |
| 7月16日〜7月21日   | リフレッシュ   | 損・得、結婚、リーダー             |
| 7月24日〜7月28日   | 夏             |                                    |
| 7月24日〜7月28日   | 夏             | 隠す、派手、数える                 |
| 7月31日〜8月4日    | 駆け引き       |                                    |
| 7月31日〜8月4日    | 駆け引き       | メール、スピード、おいしい         |
| 8月7日〜8月11日    | 海             |                                    |
| 8月7日〜8月11日    | 海             | 尊敬、淋しい、古い                 |
| 8月14日〜8月18日   | 汗             |                                    |
| 8月14日〜8月18日   | 汗             | スリル、VIP、秋                    |
| 8月21日〜8月25日   | 涼しい         |                                    |
| 8月21日〜8月25日   | 涼しい         | ママ、現役、探す                   |
| 8月28日〜9月1日    | 緊張           |                                    |
| 8月28日〜9月1日    | 緊張           | デート、中心、たくましい           |
| 9月4日〜9月8日     | 遠距離         |                                    |
| 9月4日〜9月8日     | 遠距離         | 平等、胸、No.1                     |
| 9月11日〜9月15日   | 恥ずかしい     |                                    |
| 9月11日〜9月15日   | 恥ずかしい     | わがまま、山、グループ             |
| 9月18日〜9月22日   | チェックする   |                                    |
| 9月18日〜9月22日   | チェックする   | チケット、攻める、ニセモノ         |
| 10月2日〜10月6日   | タフ           |                                    |
| 10月2日〜10月6日   | タフ           | 海外、言葉、文化                   |
| 10月9日〜10月13日  | 秋             |                                    |
| 10月9日〜10月13日  | 秋             | 異なる、飛ぶ、泊まる               |
| 10月16日〜10月20日 | おいしい       |                                    |
| 10月16日〜10月20日 | おいしい       | 主役、チャンス、醍醐味（だいごみ） |
| 10月23日〜10月27日 | 揺れる         |                                    |
| 10月23日〜10月27日 | 揺れる         | ラッキー、客、塗る（ぬる）         |
| 10月30日〜11月3日  | うるさい       |                                    |
| 10月30日〜11月3日  | うるさい       | 肩書、タイミング、ゾクゾク         |
| 11月6日〜11月10日  | ドライブ       |                                    |
| 11月6日〜11月10日  | ドライブ       | 若い、推理、切り札（きりふだ）     |
| 11月13日〜11月17日 | 聞く           |                                    |
| 11月13日〜11月17日 | 聞く           | ハマる、冬、スランプ               |
| 11月20日〜11月24日 | メール         |                                    |
| 11月20日〜11月24日 | メール         | クリスマス、冬、カウントダウン     |
| 11月27日〜12月1日  | 山             |                                    |
| 11月27日〜12月1日  | 山             | ？                                 |
| 12月4日〜12月8日   | デート         |                                    |
| 12月4日〜12月8日   | デート         | 初めて、新、子供                   |
| 12月10日〜12月15日 | ママ           |                                    |
| 12月10日〜12月15日 | ママ           | 湯気、越える、ロース               |
| 12月18日〜12月22日 | クリスマス     |                                    |
| 12月18日〜12月22日 | クリスマス     | 告白、差、あいさつ                 |
| 12月25日〜12月29日 | カウントダウン |                                    |
| 12月25日〜12月29日 | カウントダウン | 通勤・通学、答、宇宙               |

### 2001年の放送
| 放送日           | 題目         | 募集題目                            |
| 1月8日〜1月12日  | 新           | 通勤・通学、答、宇宙                |
| 1月8日〜1月12日  | 新           | 巨匠、玉、座る                      |
| 1月15日〜1月19日 | 冬           |                                     |
| 1月15日〜1月19日 | 冬           | 制服、ランキング、豪華              |
| 1月23日〜1月26日 | 肩書         |                                     |
| 1月23日〜1月26日 | 肩書         | メニュー、相性、デジタル            |
| 1月29日〜2月2日  | 湯気         |                                     |
| 1月29日〜2月2日  | 湯気         | 大安、重なる、ヘルシー              |
| 2月5日〜2月9日   | 法則         |                                     |
| 2月5日〜2月9日   | 法則         | 卒業、くどい、テクニック            |
| 2月12日〜2月16日 | 告白         |                                     |
| 2月12日〜2月16日 | 告白         | ショッピング、意味不明、ひとり      |
| 2月19日〜2月23日 | コピー       |                                     |
| 2月19日〜2月23日 | コピー       | 押す、独立、短い                    |
| 2月26日〜3月2日  | 答           |                                     |
| 2月26日〜3月2日  | 答           | 春、MADE IN JAPAN、ガイド           |
| 3月5日〜3月9日   | 並ぶ         |                                     |
| 3月5日〜3月9日   | 並ぶ         | ソフト、立つ、ねばる                |
| 3月12日〜3月16日 | 卒業         |                                     |
| 3月12日〜3月16日 | 卒業         | ラブレター、確かめる、ギリギリ      |
| 3月19日〜3月23日 | 玉           |                                     |
| 3月19日〜3月23日 | 玉           | 変身、買う、ヒーロー                |
| 3月26日〜3月30日 | 制服         |                                     |
| 3月26日〜3月30日 | 制服         | ？                                  |
| 4月2日〜4月6日   | 春           |                                     |
| 4月2日〜4月6日   | 春           | ふくらむ、共存、はしゃぐ            |
| 4月9日〜4月13日  | 通勤・通学   |                                     |
| 4月9日〜4月13日  | 通勤・通学   | まぶしい、雨、ゴージャス            |
| 4月16日〜4月20日 | いたずら     |                                     |
| 4月16日〜4月20日 | いたずら     | 洗う、肌、理解不能                  |
| 4月23日〜4月27日 | ショッピング |                                     |
| 4月23日〜4月27日 | ショッピング | ぜいたく、結婚、ドキドキ            |
| 4月30日〜5月4日  | 泊まる       |                                     |
| 4月30日〜5月4日  | 泊まる       | 感謝、あいまい、復活                |
| 5月7日〜5月11日  | 座る         |                                     |
| 5月7日〜5月11日  | 座る         | キープ、注目、集める                |
| 5月14日〜5月18日 | ラブレター   |                                     |
| 5月14日〜5月18日 | ラブレター   | 同居、アウト、追いかける            |
| 5月21日〜5月25日 | 豪華         |                                     |
| 5月21日〜5月25日 | 豪華         | もめる、奥、成功                    |
| 5月27日〜6月1日  | 意味不明     |                                     |
| 5月27日〜6月1日  | 意味不明     | 出る、水、ななめ                    |
| 6月4日〜6月8日   | 結婚         |                                     |
| 6月4日〜6月8日   | 結婚         | サイズ、めめしい、疲れる            |
| 6月11日〜6月15日 | 雨           |                                     |
| 6月11日〜6月15日 | 雨           | グルメ、夏、無茶                    |
| 7月2日〜7月6日   | 変身         |                                     |
| 7月2日〜7月6日   | 変身         | 奇跡、バケーション、捨てる          |
| 7月9日〜7月13日  | 洗う         |                                     |
| 7月9日〜7月13日  | 洗う         | 荒れる、サービス、脱出              |
| 7月16日〜7月20日 | 夏           |                                     |
| 7月16日〜7月20日 | 夏           | 裸、バイバイ（Bye-Bye）、サンキュー |
| 7月23日〜7月27日 | ドキドキ     |                                     |
| 7月23日〜7月27日 | ドキドキ     | LOVE、秋、才能                      |
| 7月30日〜8月3日  | まぶしい     |                                     |
| 7月30日〜8月3日  | まぶしい     | トップ、運命、離れる                |
| 8月6日〜8月10日  | 肌           |                                     |
| 8月6日〜8月10日  | 肌           | 耐える、イメージ、冷静              |
| 8月13日〜8月17日 | バケーション |                                     |
| 8月13日〜8月17日 | バケーション | 本場、サラリーマン、みがく          |
| 8月20日〜8月24日 | あいまい     |                                     |
| 8月20日〜8月24日 | あいまい     | プレゼント、補う、面白い            |
| 8月27日〜8月31日 | 同居         |                                     |
| 8月27日〜8月31日 | 同居         | ？                                  |
| 9月3日〜9月7日   | ギリギリ     | 終了に伴い募集されず                |
| 9月10日〜9月14日 | 奇跡         | 終了に伴い募集されず                |
| 9月18日〜9月21日 | サンキュ     | 終了に伴い募集されず                |
| 9月24日〜9月28日 | バイバイ     | 終了に伴い募集されず                |

## 書籍
放送された句の一部は、書籍となって発売されている。（投稿者の許可が得られた句のみ掲載）
- 松任谷由実選集 五・七・五 ISBN 4594026745

第1週「電話」〜第21週「運」に放送された五七五を、番組の映像イメージや松任谷由実の総評とともにまとめたもの。松任谷由実と黛まどかの対談も掲載されている。オールカラー。
- 松任谷由実選集五七五 ISBN 4890361227

第22週「卒業」〜2000年末の「カウントダウン」に取り上げられた五七五をまとめたもの。題目は時系列ではなく、ジャンル別に掲載されている。

## 備考
- 1998年11月6日の朝日新聞・朝刊に掲載された、松任谷由実のベストアルバム「Neue Musik（ノイエ・ムジーク）」の広告では、このコーナーの監修・黛まどかがコメントを寄せている。
- 1998年12月28日と29日は、1998年に放送された句の中から優秀作品を取り上げ、1998年の最優秀作品が29日に発表された。
- 1999年10月19日には、「超めざましテレビ」と題して「めざましテレビ」の特別版がゴールデンタイムに放送され、番組内では松任谷由実と当時のキャスター・小島奈津子の対談や、「めざましテレビ」の出演者の句が紹介された。
- 1999年12月27日〜29日は、1999年に放送された句の中から優秀作品を取り上げ、1999年の最優秀作品が29日に発表された。
- 2000年11月6日からの週に放送された題目「ドライブ」では、今週の優秀作品に該当する作品はなかった。これは車以外のドライブ感のある作品がなかったため。
- 2000年の最優秀作品は、2000年12月29日に発表された。
- 2001年1月22日は、ゴルフ中継の特番のため放送がなかった。
- 2001年9月7日の放送にて、コーナーの終了が告知された。
- 2001年9月12日と9月17日は、アメリカ同時多発テロ事件関連のニュースにより、コーナーの放送は休止した。
- 2001年の最優秀作品は発表されなかった。
- 後コーナーは「トロと旅する」だった。

## 関連番組
松任谷由実がパーソナリティを務めるインターネットラジオ番組『ウィークエンドスペシャル 松任谷由実はじめました』では、かつて松任谷由実選集五七五をアレンジした「松任谷由実選集六八六」を番組内で放送していた。